# The Pretty Things (album)
The Pretty Things is het debuut-muziekalbum van de gelijknamige band. The Pretty Things hadden al wat naam gemaakt met singles toen ze de studio ingingen. De eerste producer stapte al direct op omdat hij een brakende drummer achter/op het slagwerk zag hangen. Ze haalden uit een andere ruimte van de studio een andere producer, Bobby Graham, en namen binnen 48 uur hun album op. Als band zijn ze geïnspireerd door Bo Diddley.

## Musici
- Dick Taylor – zang, gitaar
- Phil May – zang;
- Johnny Stax – basgitaar (pseudoniem naar het befaamde Stax-label)
- Brian Pendleton – gitaar
- Viv Prince, Bobby Graham - slagwerk

## Composities
De onderstaande titels staan op de cd-versie van Snapper Classics; er kunnen daarom enige bonustitels op staan:
1. Roadrunner (Ellas McDaniel aka Bo Diddley)
2. Judgement day (Bryan Morrison)
3. 13. Chester Street (The Pretty Things)
4. Big City (Jimmy Duncan, Alan Klein)
5. Unknown blues (The Pretty Things)
6. Mama, keep your big mouth shut (Ellas McDonald)
7. Honey, I need (Smithing, Taylor, Button)
8. Oh baby doll (Chuck Berry)
9. She’s fine she’s mine (Ellas McDonald)
10. Don’t lie to me (Chuck Berry)
11. The moon is rising (Jimmy Reed)
12. Pretty thing (Ellas McDonald)
13. Rosalyn (Jimmy Duncan)
14. Big Boss Man (Smith, Cooper)
15. Don’t bring me down (Johnnie Dee)
16. We’ll be together (Taylor, May, Stax)
17. I can never say (The Pretty Things)
18. Get yourself home (The Pretty Things)